# Andrej Hryc
Andrej Hryc (30. listopadu 1949 Bratislava – 31. ledna 2021) byl slovenský herec, diplomat a podnikatel.

## Život
V roce 1971 absolvoval herectví na VŠMU v Bratislavě. Po škole nastoupil do Státního divadla v Košicích. V letech 1978 až 1981 byl na volné noze a od roku 1981 se stal členem Nové scény v Bratislavě. Po roce 1989 založil nezávislé rádio Twist a zároveň do konce roku 2004 pracoval jako jeho ředitel.
Jeho syn Hugo Hryc zahynul v roce 2008 při autonehodě. Andreji Hrycovi byla v dubnu 2020 diagnostikována akutní leukemie, na jejíž následky 31. ledna 2021 zemřel.

## Politika
Byl honorárním konzulem Seychelské republiky na Slovensku a také pracoval jako poradce slovenského ministra kultury.

## Filmografie
- 1975 – Sebechlebskí hudci (Selim)
- 1976 – Keby som mal dievča (Oliver)
- 1977 – Advokátka (Belko)
- 1978 – Pustý dvor (Gabo)
- 1980 – Děti zítřků (Edoš)
- 1980 – Hodiny
- 1983 – Tisícročná včela (zedník)
- 1984 – Sladké starosti (vrchní Fero Balucha)
- 1985 – Zabudnite na Mozarta (Deml)
- 1986 – Cena odvahy (faréř Vanák)
- 1986 – Galoše šťastia (major, zbrojnoš)
- 1986 – Utekajme, už ide! (Hadži Rawall)
- 1987 – Pehavý Max a strašidlá (kovář)
- 1988 – Kamarád do deště (Bureš)
- 1988 – Štek (Kamil Laborec)
- 1989 – Dynamit (hostinský)
- 1989 – Dobrodružství kriminalistiky (Han van Meegeren)
- 1989 – Sedím na konári a je mi dobre (prokurátor)
- 1990 – Svědek umírajícího času
- 1990 – V rannej hmle (kpt. Hajčík)
- 1992 – Kamarád do deště II – Příběh z Brooklynu (Bureš)
- 1992 – Most
- 1994 – Císařovy nové šaty (major)
- 1994 – Na krásnom modrom Dunaji (vrchní)
- 1994 – Vášnivý bozk (Mário)
- 1996 – Passage (vedoucí)
- 1998 – Rivers of Babylon (Rácz)
- 1999 – Šest statečných
- 2002 – Útěk do Budína (Dubec)
- 2003 – Kobova garáž (televizní film)
- 2004 – Černí baroni (major Haluška - Terazky) (televizní seriál)
- 2005 – Ulice (televizní seriál)
- 2007 – 15.29
- 2008 – Bathory
- 2008 – Na vlky železa (televizní film)
- 2008 – Panelák (televizní seriál)
- 2009 – Tango s komármi
- 2009 – T.M.A.
- 2010 – Habermannův mlýn
- 2010 – Jseš mrtvej, tak nebreč (televizní film)
- 2011 – Bastardi 2
- 2011 – Druhý dych (televizní seriál)
- 2011 – Zlomok sekundy (televizní seriál)
- 2012 – Příběh kmotra
- 2013 – Colette (Fritz)
- 2014 – Hodinový manžel
- 2021 – Slované (TV seriál)